# Top 50 Singles
Top 50 Singles, Single Top 50, ARIA Singles Chart, ARIA Australian Top 50 Singles Chart – cotygodniowa lista przebojów najlepiej sprzedających się singli w Australii publikowana przez ARIA Charts i australian-charts.com. Lista obejmuje 50 pozycji. 100 pozycji dostępnych jest w raporcie ARIA dla subskrybentów. Kodeks postępowania ARIA Charts wymienia również liczbę 150 dla Top 50 Singles. Lista sporządzana jest w każdy piątek, obejmuje okres od poprzedniego piątku do czwartku i jest publikowana w każdą sobotę o siedemnastej na stronie internetowej ARIA Charts. W poniedziałki o dziewiątej lista jest publikowana na stronie Australian Recording Industry Association. Lista została po raz pierwszy opublikowana w połowie 1983 roku.
Kodeks postępowania ARIA Charts określa definicję singla, którym jest produkt w każdym formacie, zarówno produkt zawierający do pięciu różnych utworów, trwających nie więcej niż 25 minut lub produkt zawierający wiele wersji utworu, nie więcej niż pięciu utworów nie przekraczających łącznie 40 minut oraz nie więcej niż 25 minut dla każdego utworu.